# Carlos Acevedo
Carlos Acevedo, né le 19 avril 1996 à Torreón au Mexique, est un footballeur international mexicain qui évolue au poste de gardien de but au Santos Laguna.

## Biographie

### Santos Laguna
Né à Torreón au Mexique, Carlos Acevedo est formé par le Santos Laguna, qu'il rejoint à l'âge de 10 ans. Il ne devait pas être conservé par le club du fait de sa petite taille mais un accident de la route engendrant la blessure des deux portiers U17 l'amène à retrouver une place dans l'équipe et lui permet de faire ses preuves. 
Acevedo fait ses débuts en professionnel avec son club formateur le 21 août 2016, contre le Cruz Azul lors d'une rencontre de Liga MX. Ce jour-là, il est titulaire et son équipe s'incline par trois buts à un. Il est dans un premier temps la doublure d'Agustín Marchesín puis de Jonathan Orozco, qui reste pendant longtemps le gardien numéro un dans le but du Santos Laguna. C'est à partir de 2019 que Carlos Acevedo devient titulaire.
En janvier 2021, Acevedo est nommé capitaine du Santos Laguna par son entraîneur Guillermo Almada (en) à la suite du départ de l'ancien capitaine Julio Furch (en).

### En équipe nationale
En décembre 2021, Carlos Acevedo est convoqué pour la première fois avec l'équipe nationale du Mexique par le sélectionneur Gerardo Martino. Il honore sa première sélection lors de ce rassemblement, le 9 décembre 2021 lors d'un match amical face au Chili. Il est titularisé et les deux équipes se neutralisent (2-2 score final).

## Palmarès
Santos Laguna
- Championnat du Mexique (1) :
  - Champion : 2018 (Clôture).